# Massimo Andrea Ugolini
Massimo Andrea Ugolini (n. San Marino, 26 de julio de 1978) es un político y banquero sanmarinense.
Tras finalizar sus estudios superiores, comenzó en el mundo de la banca.
Años más tarde inició su carrera política como miembro del Partido Demócrata Cristiano Sanmarinense (PDCS), con el que tras presentarse en las listas a las Elecciones parlamentarias de 2012, logró un escaño en el parlamento nacional "Consejo Grande y General de San Marino".
Desde el día 1 de abril de 2016 y hasta el 1 de octubre de 2016, junto a Gian Nicola Berti, fue Capitán Regente de San Marino, en sucesión de Nicola Renzi y Lorella Stefanelli.